# Красний Холм
Кра́сний Холм (рос. Красный Холм) — місто (з 1776), адміністративний центр Краснохолмського району, Тверська область, Росія.

## Географія
Місто розташоване на річці Неледіна (притока Могочі, басейн Волги), за 176 км на північний схід від Твері.
Через Красний Холм проходить залізниця Москва — Савелово — Калязін — Сонково — Пестово — Санкт-Петербург. Автомобільні дороги з'єднують місто з Сонково, Весьєгонськом, Бєжецьком, Молоково.

## Історія

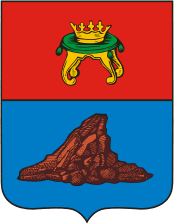
Герб (1780)

Місто Красний Холм спочатку виникло як торгове село Спас на Холму. У документальних хроніках село вперше згадується в 1518, коли калузький князь Симеон Іванович подарував Антонієву монастирю. У 1764 імператриця Катерина II видала указ про конфіскацію монастирських земель, і село Спас на Холму перестало бути монастирською вотчиною та відійшло у відомство казенної колегії економії.
У січні 1776 за селом закріплюється нова назва — Красний Холм, з одночасним перетворенням в місто та повітовий центр Тверського намісництва. Існує легенда про походження назви міста. Вона свідчить, що одного разу імператриця, проїжджаючи повз цього містечка, була вражена його красою: місто, розташовано на пагорбі й потопало в зелені та квітах — і повеліла іменувати його відтепер Красним, тобто Красивим Холмом.
З 1796 року Красний Холм — заштатне місто Тверської губернії, спочатку Бежецького повіту, а потім (з 1803 года) — Весьєгонського повіту (1918 року Краснохолмський повіт був відновлений та проіснував до 1924 року).
Жителі Красного Холму займалися сільським господарством та ремеслами; велася значна торгівля (льон, яйця, шкури, шкіри, взуття). У місті та серед навколишніх селян були розвинені шевський промисел, виробництво шкір.
З 1929 року місто — центр Краснохолмського району Московської області, з 1935 року — Калінінської області, з 1990 року — Тверської.

## Населення

### Чисельність населення
| 1825 | 1833 | 1840 | 1847 | 1856 | 1863 | 1867 | 1870 | 1885 | 1897 | 1910 |
| ---- | ---- | ---- | ---- | ---- | ---- | ---- | ---- | ---- | ---- | ---- |
| 1557 | 1000 | 1666 | 1461 | 1827 | 1823 | 1908 | 1932 | 1791 | 2514 | 2680 |

| 1917 | 1920 | 1923 | 1926 | 1939 | 1959 | 1970 | 1979 | 1989 | 2002 | 2010 |
| ---- | ---- | ---- | ---- | ---- | ---- | ---- | ---- | ---- | ---- | ---- |
| 4989 | 3842 | 4000 | 4680 | 6770 | 6948 | 7296 | 7498 | 7875 | 6396 | 5905 |

## Пам'ятки

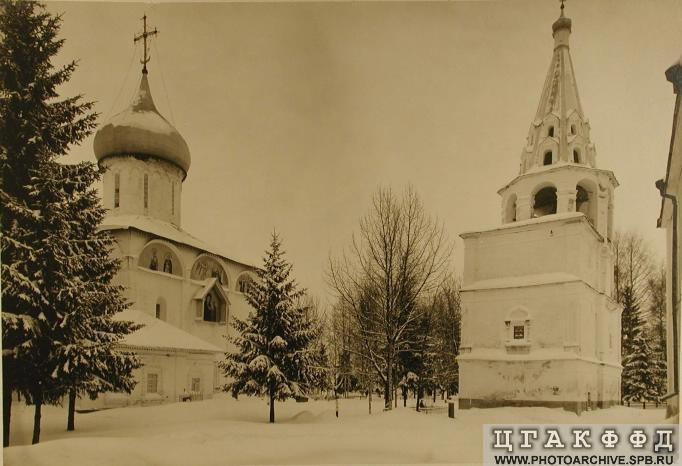
Монастир до руйнування

- Найзнаменитіший історичний пам'ятник у Красному Холмі — Миколаївський Антонієв монастир. Початком історії цього монастиря прийнято вважати 1461, коли у злиття річок Неледіни та могоча оселився монах Кирило-Білозерської обителі старець Антоній. Після Жовтневої революції монастир спіткала доля багатьох монастирів Росії. Він був зруйнований, і від будівель кінця XVII століття до нас дійшли залишки стіни, братський корпус, настоятельські келії та північно-східна вежа. Стіни Нікольського собору, споруди XV століття, теж почасти збереглися. Розорення монастиря тривало довгий час, цеглу з напівзруйнованих будівель викрадали. На сьогоднішній день монастир визнано пам'яткою архітектури федерального значення та включений у федеральну програму зі збереження історико-культурної спадщини Тверської області. Останній раз роботи з відновлення проходили в 2003—2004 роках, однак монастир продовжує залишатися в напівзруйнованому стані.

- У Красному Холмі збереглася дзвіниця Троїцького собору, побудована у 1870 році. Сам Троїцький собор розібраний у 1930 році. Білий камінь, з якого був побудований собор, пустили на будівництво кінотеатру в Красному Холмі. Файл:Нікольський Собор Миколаївського Антонієві монастиря.JPGНайстаріший у Тверській області собор (1493). Сучасний стан.

Найстаріший у Тверській області собор (1493). Сучасний стан.

- Церква Зосима та Саватія (1797), торгові ряди (1907) в центрі міста також є цінними пам'ятниками архітектури.

## Знамениті краснохолмці
- Учнем Краснохолмської парафіяльної школи був знаменитий російський художник та педагог Павло Петрович Чистяков[25].
- Заслужений художник РСФСР Ломакін Олег Леонідович (1924—2010).
- Професор, доктор медичних наук Анатолій Олександрович Портнов (1914—2006).
- Художник В.Цвєтков[26]. У Красному Холмі відкрита галерея В.Цвєткова.
- У січні 1861 року в Красний Холм приїжджав з ревізією тверський віце-губернатор, письменник-сатирик М. Є. Салтиков-Щедрін.